# 姫路観光文化検定試験
姫路観光文化検定試験（ひめじかんこうぶんかけんていしけん）とは、姫路商工会議所が主催、姫路市・姫路市教育委員会・兵庫県中播磨県民局が後援となっているご当地検定である。

## 試験目的
姫路の歴史・文化・産業等に関わる知識を深め、姫路を再発見するために実施。

## 受験資格
制限なし

## 受験料
- 1級　5,500円　（税込）
- 2級　3,300円　（税込）
- 3級　2,200円　（税込）
  - 学生・生徒は、受験料が一般より半額になる。

## 試験会場
姫路商工会議所

## 合格点
各級とも100点満点とし、1級は80点以上・2級と3級は70点以上を合格。

## 受験願書請求
姫路商工会議所総合企画グループ宛に長3サイズの返信用封筒（80円切手貼付<2部まで>）に住所、氏名を明記の上郵送すれば、受験案内（要綱）と申込書を送られてくる。

## 公式テキスト
- 姫路観光文化字典　1,500円

## 問い合わせ先
- 姫路商工会議所　中小企業振興部